# Вереш, Маришка
Мари́шка Ве́реш (венг. Veres Mariska; 1 октября 1947, Гаага, Южная Голландия, Нидерланды — 2 декабря 2006, Гаага, Южная Голландия, Нидерланды) — голландская певица, вокалистка группы «Shocking Blue».

## Юные годы
Маришка Вереш родилась в Гааге. Отец, Лайош Вереш (1912—1981), венгерский цыган по национальности, был скрипачом в цыганском оркестре. Мать, Мария Антония Эндер (1912—1986) — русско-французского происхождения, уроженка Германии. В детстве Маришка пела с цыганским ансамблем, в котором работал её отец; там же её сестра Илонка играла на фортепиано.
Маришка начала карьеру певицы в 1964 году в Гааге с бит-группой Les Mystères. Ансамбль победил на конкурсе талантов в Меррюсте (Вармонд), провёл гастроли по Германии и выпустил сингл «Summertime».
В 1966 году она на некоторое время вошла в состав Blue Fighters, гаагской группы, выпустившей один EP, в составе которой играли Джон Мерано (вокал), Хенк Схепстра (ударные), Эд Кутсир (бас), гитаристы Тон ван Аудхёсден и Роб Пурбодипуро. Затем пела с группами Danny & Favourites (1967) и Motowns (1967).
Вереш записала два сольных сингла («Topkapi», 1965; «Dag en nacht», 1967) до того, как присоединилась в 1967 году к Bumble Bees.

## Shocking Blue
В 1968 году Bumble Bees выступили на вечере, посвящённом празднованию успеха первого нидерландского хита Golden Earring и произвели сильное впечатление на менеджера группы Shocking Blue: он уговорил лидера группы Робби ван Леувена пригласить в состав вокалистку и заменить таким образом Фреда де Вилде, который должен был идти в армию.

Она обладала впечатляющим голосом, совершенно непохожим на голоса других девушек-певиц. Что-то было в ней от Грейс Слик из Jefferson Airplane. Как только она пришла в группу, всё сразу же переменилось… 

 — Робби ван Леувен
Оригинальный текст (англ.)She had a very impressive voice, quite different from all the other girl singers. She was rather like Grace Slick from Jefferson Airplane. Once she joined, everything happened very quickly...

В 1969 году группа выпустила первый официальный альбом, а в 1970 стала всемирно известной после того, как сингл «Venus» возглавил хит-парады США, Италии, Бельгии, Франции, Испании и Германии. В Нидерландах сингл поднялся до 3-го, а в Великобритании — до 10-го места.
Маришка стала секс-символом группы: многие вспоминали о том впечатлении, которое она производила — большими, ярко подведёнными синими глазами, мистической аурой, длинными волосами. При этом сама она была застенчивой, наивной и ранимой. Известен случай, когда Робби (известный своим снобизмом) накричал на неё: она расплакалась и позвонила маме, которая, в свою очередь, нажаловалась менеджеру.
Маришка определённо не соответствовала собственному диковатому имиджу «роково́й женщины». Она не курила и не употребляла алкоголь; обожала чай и кошек; в состав Shocking Blue согласилась войти при главном условии: никаких «отношений» с музыкантами.
Позже, вспоминая о тех днях, она говорила в интервью бельгийскому журналу Flair (1996): «Я была просто раскрашенной куклой, никто не смел ко мне и притронуться. Это сейчас я стала более открыта к общению с людьми».
После «Venus» Shocking Blue выпустили ещё 15 синглов и 7 альбомов. Хитами стали их песни «Never Marry a Railroad Man», «Long and Lonesome Road», «Hello Darkness», «Blossom Lady» и «Eve and the Apple».

## Сольная карьера и воссоединения
После распада Shocking Blue в 1974 году Вереш начала сольную карьеру (изредка ей помогал ван Леувен), но, возможно, из-за недостатка мотивации, успеха не добилась.
В 1978 Маришка приняла участие в записи сингла «Neon City» группы Mistral (которую в то время возглавлял ван Леувен).
В 1979 году Робби ван Леувен решил возродить группу: состав записал сингл «Louise» (так и оставшийся невыпущенным) и распался. Робби говорил, что единственной причиной, почему воссоединение не состоялось, была Маришка, но не объяснил, почему.
В 1984 году группа воссоединилась, чтобы дать два концерта на Back to the Sixties Festival, но уже без Робби, который к этому времени перебрался в Люксембург.
В конце 1980-х годов она выступала с собственной группой под названием Veres, а в начале 1990-х выступила на сцене с группой The Clarks. В 1992 году Маришка Вереш стала солисткой джазовой группы Shocking Jazz Quintet и выпустила с ней один CD.
В 1993 году она собрала новый состав Shocking Blue (с разрешения ван Леувена, оставив за собой название группы), с которой записала сингл «Body And Soul» (1994).
В 2003 году Вереш записала альбом c цыганским ансамблем Андрея Сербана «Gypsy Heart».
Маришка Вереш не была замужем и не имела детей.
Скончалась от рака 2 декабря 2006 года в Гааге, в возрасте 59 лет. Тело было кремировано там же, дальнейшая судьба праха неизвестна.

## Дискография

### Shocking Blue

#### Альбомы
- 1969 At Home
- 1970 Scorpio's Dance
- 1971 Third Album
- 1972 Inkpot
- 1972 Live in Japan
- 1972 Attila
- 1972 Eve and the Apple
- 1973 Dream on Dreamer
- 1973 Ham
- 1974 Good Times

### Сольные синглы
- 1965 — Topkapi (Imperial)
- 1967 — Dag en Nacht (Philips)
- 1974 — Need You Near Me (Polydor)
- 1975 — Take Me High (Pink Elephant)
- 1975 — Tell It Like It Is (Pink Elephant)
- 1976 — Lovin' You (Pink Elephant)
- 1976 — Little by Little (Pink Elephant)
- 1976 — Mach mich Frei (Omega)
- 1977 — Too Young (Scramble)
- 1978 — Bye Bye to Romance (CNR)
- 1980 — Looking out for Number One
- 1982 — Wake up City (EMI)[6]